# Колледж Мурад-Рафаелян
Армянский колледж Мурад-Рафаелян (Мурат-Рафаелян) (з.-арм. Մուրատ-Ռափայէլեան Վարժարան, арм. Մուրադ-Ռափայելյան (Մուրատ-Ռափայելյան) վարժարան, итал. Collegio Armeno Moorat-Raphael) — учебное заведение, основанное Конгрегацией мхитаристов и действовавшее в Венеции в 1836—1997 годах.

## Описание
По состоянию на 1980-е годы в колледже училось около 120 воспитанников, из которых около 45 — бесплатно; имелись большая библиотека, музей и спортивные площадки, действовали оркестр «Саят-Нова» и театральный кружок.
Первоначально обучение в колледже длилось 6 лет и шло по гимназической программе. В 1879 году — правительство Италии выдало колледжу статус лицея. С колледжем поддерживали связь известные арменоведы.

## История
Основан на средства Эдварда Рафаеля Каграманяна под названием колледж Рафаелян и первоначально располагался в палаццо Пезаро. В 1851 году колледж переехал в Ка-Дзенобио.
В 1870 году к колледжу была присоединён парижский колледж Мурадян, после чего колледж стал называться Мурад-Рафаелян. В 1896 году колледж получил статус ente morale, то есть стал контролироваться напрямую Ватиканом.
В 1917 году колледж переехал в Рим, в 1918 году вернулся в Венецию. В 1929 году колледж Мурадян отделился и вернулся в Париж, но колледж Мурад-Рафаелян сохранил своё название. Во время Второй мировой войны колледж Мурад-Рафаелян был закрыт и вновь открылся в 1950 году.